# Лонгобарді
Лонгобарді, Лонґобарді (італ. Longobardi, сиц. Lungubardi) — муніципалітет в Італії, у регіоні Калабрія,  провінція Козенца.
Лонгобарді розташоване на відстані близько 430 км на південний схід від Рима, 60 км на північний захід від Катандзаро, 19 км на південний захід від Козенци.
Населення — 2286 осіб (2014).
Щорічний фестиваль відбувається 3 лютого. Покровитель — Beato Nicola di Longobardi.

## Демографія
Населення за роками:

Станом на 1 січня 2023 року в муніципалітеті офіційно проживав 131 іноземець з 27 країн, серед них 15 громадян країн Євросоюзу та 6 громадян України.

## Сусідні муніципалітети
- Бельмонте-Калабро
- Фьюмефреддо-Бруціо
- Мендічино